# Setor elétrico
O setor de energia elétrica envolve a geração, transmissão, distribuição e comercialização de energia elétrica ao público em geral e à indústria. A distribuição comercial de energia elétrica começou em 1882, quando a eletricidade foi produzida para iluminação elétrica. Nas décadas de 1880 e 1890, as crescentes preocupações econômicas e de segurança levaram à regulamentação do setor. O que antes era uma novidade cara e limitada às áreas mais densamente povoadas, a energia elétrica confiável e econômica tornou-se um aspecto essencial para o funcionamento normal de todos os elementos das economias desenvolvidas. A energia elétrica é transmitida em linhas aéreas como essas e também em cabos subterrâneos de alta tensão.
Em meados do século 20, a eletricidade era vista como um monopólio natural, apenas eficiente se um número restrito de organizações participasse do mercado; em algumas áreas, as empresas verticalmente integradas fornecem todos os estágios, da geração ao varejo, e apenas a supervisão governamental regulou a taxa de retorno e a estrutura de custos.

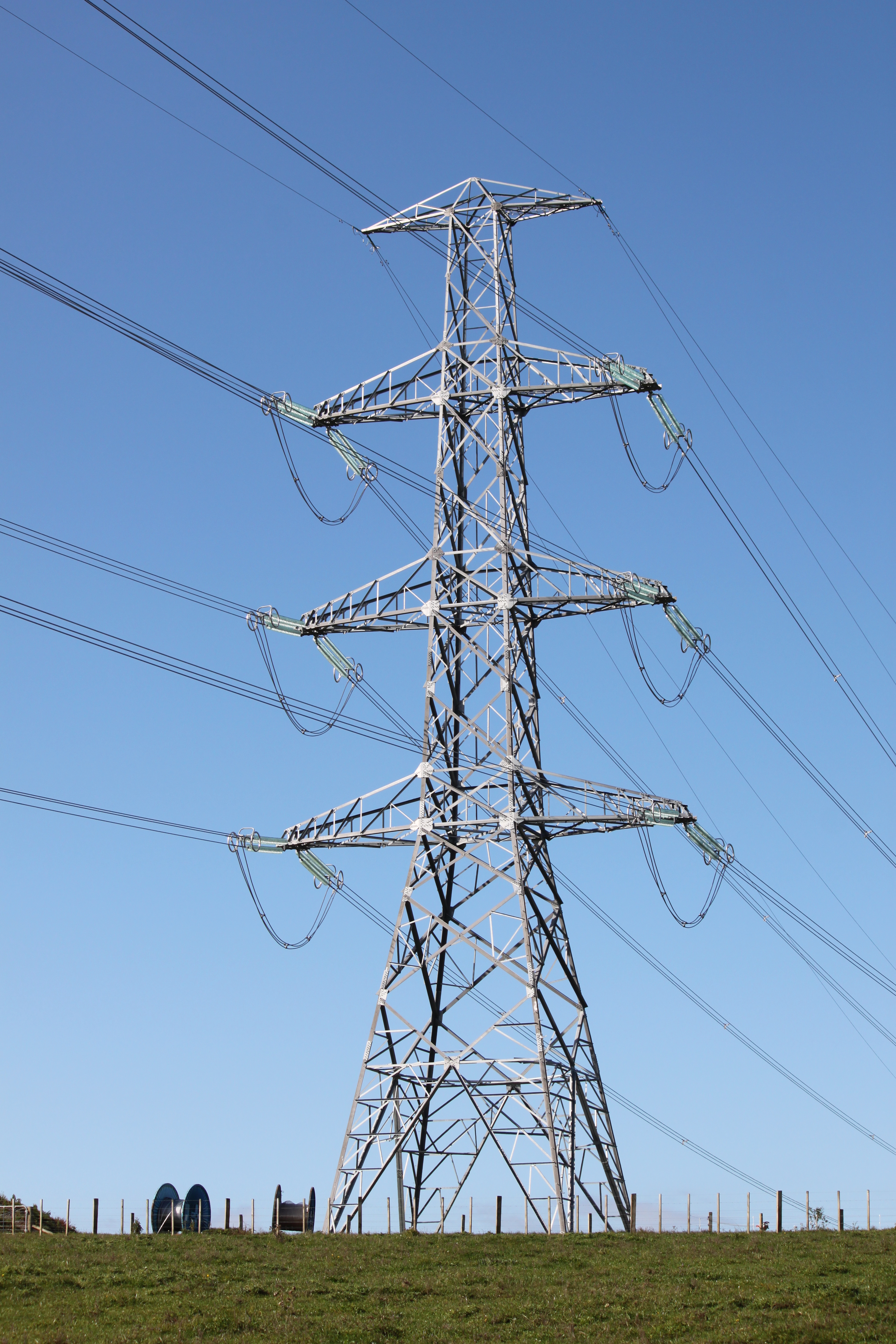
Torre de Transmissão Elétrica

Desde a década de 1990, muitas regiões interromperam a geração e distribuição de energia elétrica para fornecer um mercado de eletricidade mais competitivo. Embora esses mercados possam ser manipulados de forma abusiva, com consequente impacto adverso no preço e na confiabilidade para os consumidores, a produção competitiva de energia elétrica geralmente leva a melhorias valiosas na eficiência. No entanto, a transmissão e a distribuição são problemas mais difíceis, pois os retornos sobre o investimento não são tão fáceis de serem obtidos.

## História
Desde 1800, quando Alessandro Volta desenvolveu a pilha voltaica, sabia-se que a eletricidade era produzida como resultado das reações químicas que ocorrem em uma célula eletrolítica. Entretanto, sua produção por esse meio era, e ainda é, cara. Em 1831, Michael Faraday idealizou uma máquina que gerava eletricidade a partir do movimento giratório, mas levou quase 50 anos para que a tecnologia atingisse um estágio comercialmente viável. Em 1878, nos Estados Unidos, Thomas Edison desenvolveu e vendeu um substituto comercialmente viável para iluminação e aquecimento a gás usando eletricidade de corrente contínua gerada e distribuída localmente.
Robert Hammond, em dezembro de 1881, demonstrou a nova luz elétrica na cidade de Brighton, em Sussex, no Reino Unido, por um período de experiência. O sucesso que se seguiu desta instalação permitiu a Hammond colocar este empreendimento em uma posição comercial e legal, uma vez que vários proprietários de lojas queriam usar a nova luz elétrica. Assim, a Hammond Electricity Supply Co. foi lançada.

### Corrente contínua e corrente alternada
No início de 1882, Edison abriu a primeira estação de geração de eletricidade movida a vapor do mundo em Holborn Viaduct, em Londres, onde ele havia firmado um contrato com a City Corporation por um período de três meses para fornecer iluminação pública. Com o tempo, ele forneceu luz elétrica a vários consumidores locais. O método de fornecimento era corrente contínua (CC). Enquanto o esquema do viaduto de Godalming e Holborn de 1882 fecharam depois de alguns anos, o esquema de Brighton continuou, e o fornecimento foi em 1887 disponibilizado 24 horas por dia.
Foi mais tarde naquele ano, em setembro de 1882, que Edison abriu a Pearl Street Power Station na cidade de Nova York e novamente era um fornecimento CC. Por esse motivo, a geração estava próxima ou nas dependências do consumidor, já que a Edison não tinha meios de conversão de tensão. A voltagem escolhida para qualquer sistema elétrico é um compromisso. Para uma determinada quantidade de potência transmitida, aumentar a tensão reduz a corrente e, portanto, reduz a espessura do fio necessária. Infelizmente, também aumenta o perigo do contato direto e aumenta o isolamento necessário espessura. Além disso, alguns tipos de carga eram difíceis ou impossíveis de fazer funcionar com tensões mais altas. O efeito geral era que o sistema de Edison exigia que as usinas de energia estivessem a menos de um quilômetro dos consumidores. Embora isso pudesse funcionar nos centros das cidades, não seria capaz de abastecer economicamente os subúrbios com energia.
De meados ao final da década de 1880, assistiu-se à introdução de sistemas de corrente alternada (CA) na Europa e a energia CA dos EUA tinha a vantagem de que transformadores, instalados em usinas, podiam ser usados para aumentar a tensão dos geradores e transformadores em subestações locais poderia reduzir a tensão para fornecer cargas. O aumento da tensão reduziu a corrente nas linhas de transmissão e distribuição e, portanto, o tamanho dos condutores e as perdas na distribuição. Isso tornou mais econômico distribuir energia por longas distâncias. Geradores (como locais hidrelétricos) podem estar localizados longe das cargas. CA e CC competiram por um tempo, durante um período chamado de guerra das correntes. O sistema CC foi capaz de alegar segurança um pouco maior, mas essa diferença não foi grande o suficiente para superar as enormes vantagens técnicas e econômicas da corrente alternada que acabaram vencendo.
O sistema de energia CA usado até hoje se desenvolveu rapidamente, apoiado por industriais como George Westinghouse com Mikhail Dolivo-Dobrovolsky, Galileo Ferraris, Sebastian Ziani de Ferranti, Lucien Gaulard, John Dixon Gibbs, Carl Wilhelm Siemens, William Stanley, Jr., Nikola Tesla, além de outros, que também contribuíram para este campo.

### Eletrônica de potência
Eletrônica de potência é a aplicação da eletrônica de estado sólido para o controle e conversão de energia elétrica. A eletrônica de potência começou com o desenvolvimento do retificador de arco de mercúrio em 1902, usado para converter CA em CC. Da década de 1920 em diante, a pesquisa continuou na aplicação de tiratrons e válvulas de arco de mercúrio controladas por grade para transmissão de energia. Eletrodos de classificação os tornaram adequados para transmissão de energia de corrente contínua de alta tensão (HVDC). Em 1933, foram inventados os retificadores de selênio. A tecnologia do transistor remonta a 1947, com a invenção do transistor de contato pontual, que foi seguido pelo transistor de junção bipolar (BJT) em 1948. Na década de 1950, diodos semicondutores de alta potência tornaram-se disponíveis e começaram a substituir os tubos de vácuo. Em 1956, o retificador controlado de silício (SCR) foi introduzido, aumentando a gama de aplicações eletrônicas de potência.
Um avanço na eletrônica de potência veio com a invenção do MOSFET (transistor de efeito de campo semicondutor de óxido de metal) em 1959. Gerações de MOSFETs permitiram aos projetistas de potência atingir níveis de desempenho e densidade não possíveis com transistores bipolares. Em 1969, a Hitachi introduziu o primeiro MOSFET de potência vertical, que mais tarde seria conhecido como VMOS (V-groove MOSFET). O MOSFET de potência desde então se tornou o dispositivo de potência mais comum no mundo, devido à sua potência de acionamento de porta baixa, velocidade de comutação rápida,  capacidade de paralelização avançada fácil, ampla largura de banda, robustez, fácil movimentação, polarização simples, facilidade de aplicação e facilidade de reparo.
Enquanto o HVDC está sendo cada vez mais usado para transmitir grandes quantidades de eletricidade por longas distâncias ou para conectar sistemas de energia assíncronos adjacentes, a maior parte da geração, transmissão, distribuição e venda de eletricidade ocorre usando corrente alternada. 

## Organização do setor
O setor de energia elétrica é comumente dividido em quatro processos. Estas são a produção de eletricidade, tal como uma estação de energia, de transmissão de energia elétrica, de distribuição de eletricidade e retalhista eletricidade. Em muitos países, as empresas de energia elétrica possuem toda a infraestrutura, desde as usinas geradoras até a infraestrutura de transmissão e distribuição. Por esse motivo, a energia elétrica é vista como um monopólio natural. A indústria é geralmente fortemente regulamentada, muitas vezes com controle de preços e é frequentemente de propriedade e operação do governo. No entanto, a tendência moderna é a crescente desregulamentação em pelo menos os dois últimos processos.
A natureza e o estado da reforma do mercado de eletricidade frequentemente determinam se as empresas elétricas podem se envolver em apenas alguns desses processos sem ter que possuir toda a infraestrutura, ou se os cidadãos escolhem quais componentes da infraestrutura patrocinar. Em países onde o fornecimento de eletricidade é desregulamentado, os usuários finais de eletricidade podem optar por eletricidade verde mais cara. 

### Geração de energia elétrica
Todas as formas de geração de eletricidade têm aspectos positivos e negativos. A tecnologia provavelmente acabará declarando as formas mais preferidas, mas em uma economia de mercado, as opções com menos custos gerais geralmente serão escolhidas acima de outras fontes. Ainda não está claro qual forma pode atender melhor às demandas de energia necessárias ou qual processo pode atender melhor à demanda de eletricidade. Há indícios de que as energias renováveis e a geração distribuída estão se tornando mais viáveis em termos econômicos. Uma mistura diversificada de fontes de geração reduz os riscos de picos nos preços da eletricidade.

### Transmissão de energia elétrica
A transmissão de energia elétrica é o movimento de grande volume de energia elétrica de um local de geração, como uma usina, para uma subestação elétrica. As linhas interconectadas que facilitam esse movimento são conhecidas como rede de transmissão. Isso é diferente da fiação local entre as subestações de alta tensão e os clientes, que normalmente é chamada de distribuição de energia elétrica. A rede combinada de transmissão e distribuição é conhecida como rede elétrica na América do Norte, ou apenas rede. No Reino Unido, Índia, Malásia e Nova Zelândia, a rede é conhecida como National Grid.
Uma rede síncrona de área ampla, também conhecida como interconexão na América do Norte, conecta diretamente muitos geradores que fornecem energia CA com a mesma frequência relativa de vários consumidores. Na Europa, uma grande rede conecta a maior parte da Europa continental. 
Historicamente, as linhas de transmissão e distribuição pertenciam à mesma empresa, mas a partir da década de 1990, muitos países liberalizaram a regulamentação do mercado de eletricidade de maneiras que levaram à separação do negócio de transmissão de eletricidade do negócio de distribuição. 

### Distribuição de energia elétrica
A distribuição de energia elétrica é o estágio final no fornecimento de energia elétrica; ele transporta eletricidade do sistema de transmissão para consumidores individuais. Subestações de distribuição se conectam ao sistema de transmissão e reduzem a tensão de transmissão para média tensão, variando entre 2  kV e 35 kV com o uso de transformadores.  As linhas de distribuição primária transportam essa energia de média tensão para transformadores de distribuição localizados perto das instalações do cliente. Os transformadores de distribuição baixam novamente a tensão para a tensão de utilização utilizado em iluminação, equipamentos industriais ou eletrodomésticos. Frequentemente, vários clientes são abastecidos de um transformador por meio de linhas de distribuição secundárias. Os clientes comerciais e residenciais são conectados às linhas de distribuição secundária por meio de pontos de serviço. Os clientes que demandam uma quantidade muito maior de energia podem ser conectados diretamente ao nível de distribuição primário ou ao nível de subtransmissão. 

### Varejo elétrico
O varejo de eletricidade é a venda final de eletricidade desde a geração até o consumidor final. 

## Indústrias de eletricidade mundiais
A organização do setor elétrico de um país ou região varia de acordo com o sistema econômico do país. Em alguns lugares, toda a geração, transmissão e distribuição de energia elétrica é fornecida por uma organização controlada pelo governo. Outras regiões têm empresas privadas ou de propriedade de investidores, empresas municipais ou municipais, empresas cooperativas de propriedade de seus próprios clientes ou combinações. A geração, transmissão e distribuição podem ser oferecidas por uma única empresa, ou diferentes organizações podem fornecer cada uma dessas partes do sistema. Nem todos têm acesso à rede elétrica. Cerca de 840 milhões de pessoas (principalmente na África) não tiveram acesso em 2017, ante 1,2 bilhão em 2010.

## Reforma de mercado
O modelo de negócios por trás da concessionária de eletricidade mudou ao longo dos anos, desempenhando um papel vital na transformação do setor elétrico no que ele é hoje; desde a geração, transmissão, distribuição, até o varejo local final. Isso tem ocorrido de forma proeminente desde a reforma da indústria de fornecimento de eletricidade na Inglaterra e País de Gales em 1990. Em alguns países, os mercados atacadistas de eletricidade operam, com geradores e varejistas negociando eletricidade de maneira semelhante a ações e moeda. À medida que a desregulamentação continua, as concessionárias são levadas a vender seus ativos, já que o mercado de energia segue em linha com o mercado de gás em uso dos futuros e mercados à vista e outros acordos financeiros. Até a globalização com compras estrangeiras está ocorrendo. Uma dessas compras foi quando a National Grid do Reino Unido, a maior empresa privada de eletricidade do mundo, comprou o sistema elétrico da Nova Inglaterra por US $ 3,2 bilhões. Entre 1995 e 1997, sete das 12 companhias elétricas regionais (RECs) na Inglaterra e no País de Gales foram compradas por empresas de energia dos Estados Unidos. Internamente, as empresas locais de eletricidade e gás fundiram suas operações ao perceberem as vantagens da afiliação conjunta, especialmente com o custo reduzido da medição conjunta. Os avanços tecnológicos ocorrerão nos competitivos mercados atacadistas de eletricidade, exemplos já utilizados incluem células de combustível usadas em voos espaciais; turbinas a gás aeroderivadas usadas em aeronaves a jato; engenharia solar e sistemas fotovoltaicos; parques eólicos off-shore; e os avanços da comunicação gerados pelo mundo digital, principalmente com o microprocessamento que auxilia no monitoramento e no despacho.
Espera-se que a eletricidade tenha uma demanda crescente no futuro. A Revolução da Informação é altamente dependente de energia elétrica. Outras áreas de crescimento incluem novas tecnologias exclusivas de eletricidade emergentes, desenvolvimentos em condicionamento de espaço, processos industriais e transporte (por exemplo, veículos híbridos, locomotivas).